# Liste der Monuments historiques in Retonfey
Die Liste der Monuments historiques in Retonfey führt die Monuments historiques in der französischen Gemeinde Retonfey auf.

## Liste der Bauwerke
| Bezeichnung      | Beschreibung                                                | Standort                  | Kennzeichnung | Schutzstatus | Datum | Bild |
| ---------------- | ----------------------------------------------------------- | ------------------------- | ------------- | ------------ | ----- | ---- |
| Lion de Retonfey | Gefallenendenkmal des preußischen I. Armee-Korps, nach 1870 | westlich des Ortes (Lage) | PA00106974    | Classé       | 1987  |      |